# Nuzonia
Nuzonia  (лат.) — род жуков щитоносок (Cassidini) из семейства листоедов. 
Надкрылья грубо пунктированные, равномерно выпуклые. Голова горизонтальная, полностью покрыта пронотумом и не видна сверху; глаза на одной плоскости с ротовыми частями. Растительноядная группа, питаются растениями различных семейств, в том числе (Jonthonota nigripes), паслёновыми (Convolvulaceae: Convolvulus sepium).
- Nuzonia amazonica Borowiec, 2000
- Nuzonia atromaculata  Borowiec, 2000
- Nuzonia brevicornis  Borowiec, 1998
- Nuzonia camerata Spaeth, 1937
- Nuzonia cayennensis  (Boheman 1855)
- Nuzonia gestatrix  (Boheman, 1855)
- Nuzonia ibaguensis  Spaeth, 1912
- Nuzonia isthmica  (Champion, 1894)
- Nuzonia laqueifera  (Kirsch, 1876)
- Nuzonia luculenta  (Boheman, 1862)
- Nuzonia marginepunctata  Borowiec, 2000
- Nuzonia nigropunctata  Spaeth, 1937
- Nuzonia uniformis  (Boheman, 1855)